# Urodziny świata
Urodziny świata (tyt. oryg. The Birthday of the World) – zbiór wielokrotnie nagradzanych opowiadań fantasy i science fiction amerykańskiej pisarki Ursuli K. Le Guin, rozgrywających się w realiach Ekumeny (poza opowiadaniem Raje utracone). Wydany w 2002. W Polsce ukazał się w 2003, wydany przez oficynę Prószyński i S-ka w tłumaczeniu Pauliny Braiter-Ziemkiewicz (ISBN 83-7337-286-5).

## Spis utworów
- Dojrzewanie w Karhidzie
- Kwestia Seggri (Nagroda Jamesa Tiptree Jr. 1995)
- Niechciana miłość
- Górskie ścieżki (Nagroda Jamesa Tiptree Jr. 1997)
- Samotność (Nebula 1995)
- Dawna Muzyka i niewolnica
- Urodziny świata (nagroda Locusa 2001)
- Raje utracone (Nagroda im. Kurda Lasswitza 2015)